# Банк Уганди
Банк Уганди (англ. Bank of Uganda) — центральний банк Уганди.

## Історія
До 1966 року Уганда входила в зону діяльності Валютної ради Східної Африки, що випускала загальну валюту британських володінь в Східній Африці.
15 серпня 1966 року почав операції Банк Уганди. 100 % капіталу банку належить уряду Уганди.